# Локо
Ло́ко (ест. Loko küla) — село в Естонії, у волості Аг'я повіту Пилвамаа.

## Населення
Чисельність населення на 31 грудня 2011 року становила 30 осіб.

## Географія
Село розташоване на південний захід від селища Аг'я, адміністративного центру волості.